# 相模鉄道の気動車
相模鉄道の気動車（さがみてつどうのきどうしゃ）は現在のJR東日本相模線を開業させた相模鉄道、及び同社神中線となった現在の相鉄本線に相当する路線を開業し、後に同社に合併された神中鉄道（1919年までは神中軌道）で使用された気動車の一覧である。
なお、本項に於いて相模鉄道の表記は、1943年の相模鉄道・神中鉄道合併以前は「相模鉄道」または「相模」、以降は「相鉄」とする。

## 相模鉄道

### キハ1形（相模鉄道）
1932年に導入された日本車輌製造東京支店製の半鋼製二軸ガソリンカー。前面は2枚窓の平妻。キハ1・キハ2の2両が在籍した。相模・神中合併を前にした1943年1月、日本軽金属に譲渡され、蒲原工場専用線の通勤輸送用客車となった。越生鉄道キハ1形気動車は同形車。

### キハ100形
キハ1形と同時に導入した日本車輌製の半鋼製ガソリンカーで、キハ101・キハ102の2両が在籍した。キハ1形とは全長が65cm異なる他はほぼ同形であった。合併後の相鉄にも車籍は引き継がれ、相模線の買収後は神中線に転じたが、1949年に廃車された後、101は寿都鉄道に譲渡され、郵便・荷物合造車ユニ1となっている。

### キハ1000形
1935年に汽車会社で新造された日本初の電気式ディーゼルカー（日本初の電気式気動車はガソリンカー）で、車体は半鋼製。大きな後退角を持つ3枚窓の前面が特徴で、キハ1001 - キハ1004の4両が在籍した。相鉄発足後の1943年12月にキハ1001・キハ1002がパンタグラフを取り付けた上でモーターを利用して電車化され神中線へ転じてモハ1001・モハ1002となり、キハ1003・キハ1004も翌1944年の相模線買収時に対象から外され神中線に転じた後は1946年2月に電車化されモハ1003・モハ1004となった。神中線の東京急行電鉄（東急）への経営委託の都合などからデハ1050形デハ1051 - デハ1054となった。戦後間もない1946年（昭和21年）12月から約半年間、車両不足に悩む東急東横線でラッシュ時の区間列車用として、デハ1051・1052が一時的に使用された。1948年に日立電鉄に譲渡され、モハ13形モハ13 - モハ16となった。
同社では集電装置がトロリーポール化されたが、1955年のビューゲル化を経て1960年にパンタグラフに戻っている。また1965年には車体が更新され、前面は切妻となり、モハ13・モハ15の非パンタ側（鮎川駅寄り）、モハ14・モハ16のパンタ側（常北太田駅寄り）が貫通化された。1971年以降はワンマン運転の対象車両となり、日中時間帯の主力として使用されていたが、2000形・3000形の増備により1993年 - 1997年の間に廃車された。

### サハ1100形
1938年に汽車会社でキハ1000形の同形付随車として新造された半鋼製車両で、サハ1101の1両のみ在籍。キハ1000形2両に挟まれた3両編成で使用されていた。相模線買収により神中線に転じ、1948年に電車化された後、1951年にサハ2800形サハ2801に改番した。1955年に車体が更新されて妻面が平妻となった後、1959年に日立電鉄に譲渡された。
同社では翌1960年に相鉄時代と同一の形式・番号で使用開始したが、既に譲渡されていた同系車モハ13形と編成を組むことはなく、モハ1000形などの中間車としてラッシュ時に使用され、1985年にモハ13形よりも先に廃車された。
相模鉄道の気動車のなかでこの車両のみ、相模線買収時に書類上国鉄籍にされていた。買収気動車も参照。

### キハ10形（相模鉄道）
1936年に池田鉄道が動力合理化のために日本車輌で新造した半鋼製二軸ガソリンカーキハ1形キハ2を、1938年の同社廃線により翌1939年に譲受したもので、キハ11の1両のみ在籍した。前面は3枚窓の丸妻で、車端部には荷台が付いていた。1943年1月にキハ1形とともに日本軽金属に譲渡されている。

## 神中鉄道

### キハ1形（神中鉄道・初代）
1929年に蒲田車両で新造された木造の二軸ガソリンカーで、キハ1 - キハ6の6両が在籍した。前面は丸妻の3枚窓で、側面車端部に配した戸袋窓は楕円形の、いわゆる「丸窓」であった。1932年に簡易鋼体化改造（外板への鋼板貼り付け。いわゆる「ニセスチール車」）を行ったが、キハ30形登場に伴いキニ120形に改造されていたキハ6以外は1939年までに廃車された。廃車後、キハ3・キハ5は出雲鉄道（後の一畑電気鉄道立久恵線）へ譲渡され、1941年に同社キハ1形キハ4・キハ5となった。
6は1936年に側面に側窓2個分の幅の荷物扉を取り付け、荷物車キニ120形キニ121に改造されたが、1948年に廃車された。

### キハ10形（神中鉄道）

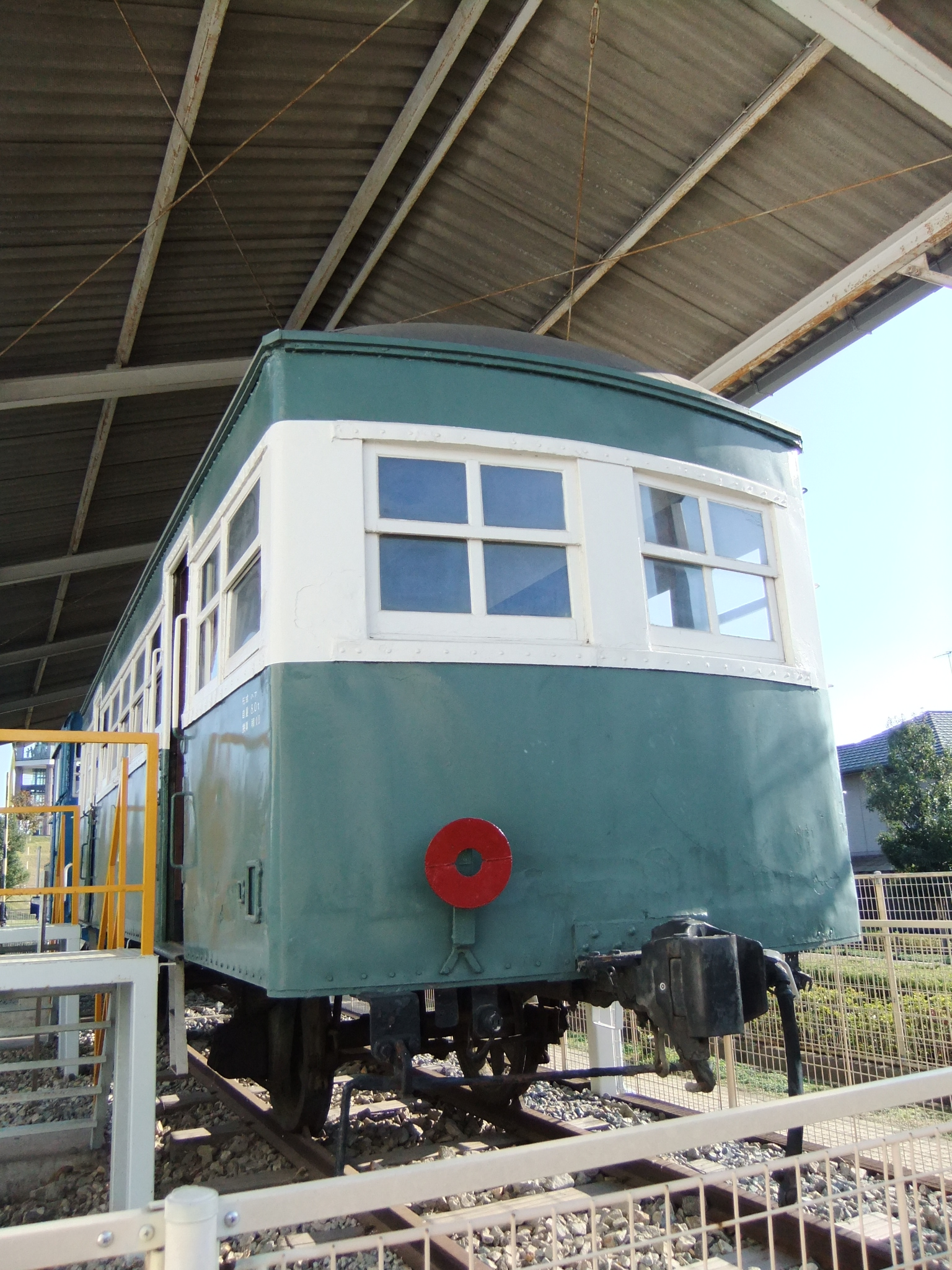
別府鉄道ハフ5

1930年5月に日本車輌で新造されたキハ1形の増備車でキハ10・キハ11の2両が在籍。前面は丸妻2枚窓の半鋼製二軸ガソリンカーである。1939年に客車化されハ10形ハ10・ハ11となった後、1949年に客車ハ24・ホハ200とともに三岐鉄道に譲渡され、ハフ10形ハフ14・ハフ15となった。
2両とも1959年のモハ120形・クハ210形電車導入に伴い、ハ24の後身であるハフ16と合わせて別府鉄道に譲渡されハフ1形ハフ5・ハフ6となり、土山線で使用されたが、ハフ6は1968年に廃車された。残ったハフ5はハフ16の後身であるハフ7ともども1984年の同線廃線まで使用され、廃線後は播磨町郷土資料館で同社のディーゼル機関車1両とともに保存されている。

### キハ20形
1931年6月に自社工場で客車ロ12（汽車製造製。1926年4月製造）にガソリンエンジンを取り付け、気動車化したもので、キハ20の1両のみ在籍。ダブルルーフの屋根で前面は切妻。1937年に東武鉄道へ譲渡されキハ4となり、当時非電化であった小泉線で使用された。電化の進捗などによって1950年3月に廃車。廃車された後は、下今市駅で詰所として使用されていた。

### キハ30形
1935年から1936年にかけて日本車輌で新造した神中鉄道初のディーゼルカーで、キハ30 - キハ35の6両が在籍した。前面は2枚窓の半流線形で、在来二軸車より大きい12mの半鋼製車体で、これも神中鉄道初となるボギー車である。エンジンにバス・トラック向けとして実績のある性能の安定した製品を採用したことから、当時のディーゼル動車の多くの使用実績が不良な中にあって稼働率が著しく高かった。鉄道車両用としては比較的小出力で車体の大きさも制約されたものの、成功作と見なされた。
キハ1形 (2代)の登場や1942年の横浜 - 西谷間電化により余剰となり、同年に6両全車を譲渡した。内訳とその後の動向は下記の通り。
30・32
東武鉄道に譲渡されキハ10形キハ11・キハ12となった。購入当初の目的は小泉線で使用することであった。しかし同線の電化後、キハ11は東上線において客車として使用されたが、戦後の混乱期が過ぎると池袋駅で詰所になり、その後1956年に上田丸子電鉄（後の上田交通）に譲渡されサハ20形サハ27になった。キハ12は有田鉄道1蒸気機関車と交換で有田鉄道に譲渡されキサ32、更に1952年に山形交通へと移り尾花沢線のハフ2 (2代)となった。
31
新潟交通に譲渡されクハ33となったが、後にクハ45形に代替された。
33・34
神戸有馬電気鉄道（後の神戸電気鉄道、現、神戸電鉄）にキハ51とともに譲渡され、1943年に川崎車輌で制御車に改造、クハ131形クハ131・クハ132となった。大型高性能車の増備により1971年に廃車された。
35
播丹鉄道（現・加古川線等）に譲渡されキハ200となった。譲受の際、ガソリンカー化と木炭代燃装置取り付けがされている。1943年6月の買収により鉄道省籍となり、キハ40359に改番された。　

### キハ40形→キハ50形

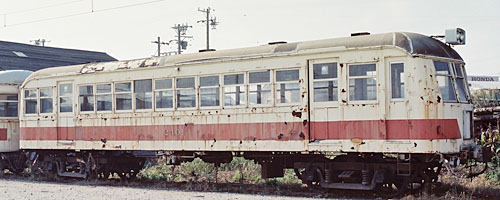
豊橋鉄道ク2400形電車（神中鉄道キハ40形）

1937年・1938年・1940年に日本車輌で新造したディーゼルカーで、キハ50 - キハ54の5両が在籍した。登場当初はキハ40形だったが、登場後に故障が多発した事から42の「死に番」忌避の意味も込めて1939年にキハ40 - キハ43はキハ50形キハ50 - キハ53に改番されている（1940年製のキハ54は新製当初からキハ50形）。前面は3枚窓の「びわこ型」と通称される流線形で、車体もキハ30形に比べ2m延びた14mとなっている。キハ30形と同様、エンジンにはバス・トラック向けとして実績のある性能の安定した製品を採用し、稼働率が高かった。
キハ51はキハ33・34とともに神戸有馬電気鉄道に譲渡、1943年に川崎車輌で制御車に改造されクハ151形151となった。1971年に廃車された。
残ったキハ50・キハ52 - キハ54は神中鉄道の相鉄合併後の1944年にエンジンを撤去して客車化されホハ50形、相鉄の東急経営委託時には電車用のサハ50形、相鉄新体制発足後の1949年に制御車に改造され、50・54・53・52の順にクハ1050形クハ1051 - クハ1054となり、2年後の1951年にクハ1500形クハ1501 - 1504となった。なお、1502は前面が半流線型（丸妻）2枚窓に改造され、乗務員扉が付けられている。
1956年に4両とも廃車された。クハ1501・クハ1502は上田丸子電鉄に譲渡されクハ250形クハ252・クハ253に、クハ1503・クハ1504は豊橋鉄道に譲渡され、当初は相鉄時代と同じ番号で使用されていたが1968年の改番でク2400形ク2401・ク2402となった。

### キハ1形（神中鉄道・2代）
1939年 - 1940年にかけて、当時神中鉄道を資本下に置いていた東京横浜電鉄から流線形の17mガソリンカーを譲受したもの。キハ1 - キハ3・キハ5 - キハ7の6両が在籍した。

## 主要諸元

### 相模鉄道
| 形式         | キハ1形           | キハ101形         | キハ1000形                          | サハ1100形        | キハ10形          |
| 車番         | キハ1・2          | キハ101・102      | キハ1001-1004                       | サハ1101          | キハ11            |
| 製造年       | 1932年            | 1932年            | 1935年                              | 1938年            | 1936年            |
| 譲受年       | -                 | -                 | -                                   | -                 | 1939年            |
| 製造所       | 日本車輛製造      | 日本車輛製造      | 汽車製造                            | 汽車製造          | 日本車輛製造      |
| 軌間         | 1,067 mm          | 1,067 mm          | 1,067 mm                            | 1,067 mm          | 1,067 mm          |
| 定員・積載量 | 40人 （着席20人） | 50人 （着席26人） | 80人 （着席42人）                   | 94人 （着席46人） | 40人 （着席20人） |
| 全長         | 7,370 mm          | 8,020 mm          | 13,500 mm                           | 13,500 mm         | 9,094 mm          |
| 全幅         | 2,640 mm          | 2,640 mm          | 2,726 mm                            | 2,726 mm          | 2,642 mm          |
| 全高         | 3,285 mm          | 3,285 mm          | 3,630 mm                            | 3,630 mm          | 3,390 mm          |
| 自重         | 6.5 t             | 7.0 t             | 17.5 t                              | 14.0 t            | 7.0 t             |
| 機関種類     | ガソリン          | ガソリン          | ディーゼル                          | -                 | ガソリン          |
| 機関形式     | ブダ H-298        | ブダ H-298        | ユンカース 5-4TV                    | -                 | フォード V8       |
| 機関出力     | 44.7 kw           | 44.7 kw           | 89.5 kw                             | -                 | 50.6 kw           |
| 主電動機     |                   |                   | 東洋電機製 直流直巻式 出力96 kw×2基 |                   |                   |
| 参考         | [ 5 ]             | [ 5 ]             | [ 5 ]                               | [ 5 ]             | [ 5 ]             |
| 注釈         | 1.                | 1.                | 1.                                  | 1.                | 1.                |

### 神中鉄道
| 形式               | キハ1形(初代)        | キハ10形             | キハ20形             | キハ30形             | キハ40形 ↓ キハ50形   | キハ1形(2代)         | キニ120形            |
| 車番               | キハ1-6              | キハ10-11            | キハ20               | キハ30-35            | キハ40-43 ↓ キハ50-54 | キハ1-3・5-7         | キニ121              |
| 製造年             | 1929年               | 1930年               | -                    | 1935-36年            | 1937-40年             | 1936年               | -                    |
| 改造年             | -                    | -                    | 1931年               | -                    | -                     | -                    | 1936年               |
| 製造所             | 蒲田車両             | 日本車輛製造         | 汽車製造             | 日本車輛製造         | 日本車輛製造          | 川崎車輛             | 蒲田車両             |
| 軌間               | 1,067 mm             | 1,067 mm             | 1,067 mm             | 1,067 mm             | 1,067 mm              | 1,067 mm             | 1,067 mm             |
| 定員・積載量       | 50人 （着席20人）    | 50人 （着席24人）    | 60人 （着席26人）    | 66人 （着席38人）    | 80人 （着席48人）     | 116人 （着席52人）   | 2.5 t                |
| 全長               | 8,103 mm             | 9,347 mm             | 9,756 mm             | 12,020 mm            | 14,340 mm             | 17,694 mm            | 8,103 mm             |
| 全幅               | 2,642 mm             | 2,620 mm             | 2,570 mm             | 2,720 mm             | 2,720 mm              | 2,700 mm             | 2,642 mm             |
| 全高               | 3,448 mm             | 3,654 mm             | 3,670 mm             | 3,575 mm             | 3,575 mm              | 3,680 mm             | 3,448 mm             |
| 自重               | 6.8 t                | 10.0 t               | 9.0 t                | 15.0 t               | 17.6 t                | 24.0 t               | 6.5 t                |
| 機関種類           | ガソリン             | ガソリン             | ガソリン             | ディーゼル           | ディーゼル            | ガソリン             | ガソリン             |
| 機関形式           | ウォーケシャ VK-4    | ウォーケシャ 6-KU    | ビアスアロー 6-5     | 池貝 6-HSD-10        | 日立 649-R2           | 川崎 KP-170          | ウォーケシャ VK-4    |
| 機関出力           | 26 kw                | 35 kw                | 35 kw                | 55.2 kw              | 73.5 kw               | 127 kw               | 26 kw                |
| 制動装置(ブレーキ) | 空気、手             | 空気                 | 空気                 | 空気                 | 空気                  | 空気                 | 空気、手             |
| 参考               | [ 6 ]                | [ 6 ]                | [ 6 ]                | [ 6 ]                | [ 6 ]                 | [ 6 ]                | [ 6 ]                |
| 注釈               | 1. 2. 3. 4. 5. 6. 7. | 1. 2. 3. 4. 5. 6. 7. | 1. 2. 3. 4. 5. 6. 7. | 1. 2. 3. 4. 5. 6. 7. | 1. 2. 3. 4. 5. 6. 7.  | 1. 2. 3. 4. 5. 6. 7. | 1. 2. 3. 4. 5. 6. 7. |